# Tonny Carlsen
Tonny Carlsen (* 25. Februar 1965) ist ein dänischer Karambolagespieler, Vizeweltmeister und dreifacher Grand-Prix-Sieger im Dreiband.

## Karriere
Carlsen gehört zu den besten Dreibandspielern seiner Nation. Erste Erfolge auf internationalem Parkett erzielte Carlsen bei der Dreiband-Weltmeisterschaft 2000 im französischen Saint-Étienne mit dem Einzug ins Finale. Dort musste er sich dem mehrfachen niederländischen Weltmeister Dick Jaspers mit 3:0 geschlagen geben. Im folgenden Jahr kam er erneut aufs Treppchen, diesmal mit einer Bronzemedaille. Im gleichen Jahr war er im Mai in Odense vor heimischem Publikum schon Vizeeuropameister geworden. 2002 konnte er erneut die Silbermedaille in Izmir gewinnen. Bei den Dänischen Meisterschaften gewann er 2011 Gold, 2013 dann Silber, das er schon 2002 gewonnen hatte. Bei der Dreiband-Weltmeisterschaft für Nationalmannschaften 2012 gewann er zusammen mit seinem Teamkollegen Thomas Andersen die Bronzemedaille. Bei der WM 2018 im ägyptischen Kairo stellte Carlsen den seit 2015 geltenden Turnierrekord von Sameh Sidhom in der Höchstserie (HS) von 19 Punkten ein.

### UMB-Sperre 2019
Er unterschrieb im Frühjahr 2019 einen Vertrag bei der neu gegründeten Professional Billiards Association (of Korea) PBA. Da die PBA kein Mitglied der Union Mondiale de Billard (UMB) ist, werden Spieler, die an PBA-Turnieren teilnehmen, mit einer Sperre von einem Jahr je Turnierteilnahme, maximal aber drei Jahren, belegt. Damit endete seine UMB-Spielzeit zum Ende der Saison 2018/19.

## Erfolge
- Dreiband-Weltmeisterschaft:  2000  2001
- Dreiband-Weltmeisterschaft für Nationalmannschaften:  2012, 2018
- Dreiband Grand Prix:  1991/6, 1992/1, 1993/2  1991/7  1992/6, 1994/3
- Dreiband-Europameisterschaft:  2001, 2002
- Dreiband-Europameisterschaft für Nationalmannschaften:  2007  1989, 1991  2017
- Dänische Dreiband-Meisterschaft:  1986, 1991, 2000, 2005, 2006, 2011, 2014  1997, 2002, 2013
- Billard Master Tour (Holland):  2003